# Луканич, Лука
Лука Луканич (хорв. Luka Lukanić; род. 3 мая 2004, Загреб) — хорватский футболист, опорный полузащитник клуба «Йонг Генк».

## Клубная карьера
Луканич — воспитанник клубов «Бистра» и загребского «Динамо». В 2022 году игрок дебютировал за дублирующий состав последних. 2 августа 2023 года в матче квалификации Лиги чемпионов против казахстанской «Астаны» он дебютировал за основной состав. В том же году Луканич на правах аренды перешёл в боснийский «Зриньски». 27 сентября в матче против «Тузла Сити» он дебютировал в чемпионате Боснии и Герцеговины. 26 мая 2024 года в поединке против «Игмана» Лука забил свой первый гол за «Зриньски». По итогам сезона он помог клубу выиграть Кубок Боснии и Герцеговины. 
В 2024 году Луканич перешёл в бельгийский «Генк», где начал выступать за дублирующий состав.

## Достижения
Клубные
 «Зриньски»
- Обладатель Кубка Боснии и Герцеговины — 2023/2024